# انتقال گرما

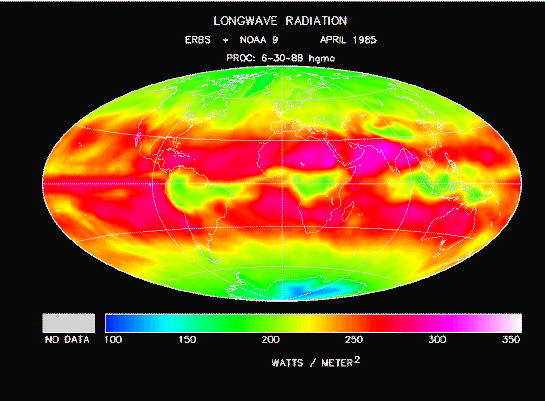
انرژی گرمایی تابیده از زمین، جَو ابرها (قرمز زیاد و آبی کم)

ترارفت گرما یا انتقال گرما (به انگلیسی: Heat transfer) به تبادل انرژی گرمایی میان دو یا چند جسم یا سامانهٔ فیزیکی گفته می‌شود.
انتقال گرما به سه روش روی می‌دهد؛ رسانش، همرفت و تابش.
انتقال گرما با تغییر انرژی درونی ماده همراه است و بر پایهٔ قانون دوم ترمودینامیک همیشه از جسم گرمتر به جسم سردتر روی می‌دهد.
تعادل گرمایی زمانی به‌دست می‌آید که جسم‌های درگیر و پیرامونشان به دمایی یکسان برسند.

## سازوکارهای ترارفت گرما
شیوه‌های انتقال گرما عبارتند از:

جریان گرمایی خطی

- رسانش: انتقال انرژی بین جسم‌هایی که در تماس هستند
- همرفت یا جابه‌جایی: انتقال انرژی به دلیل حرکت شاره (سیال)
- تابش: انتقال انرژی با تابش پرتوهای الکترومغناطیسی
- انتقال جرم: انتقال انرژی از یک مکان به مکان دیگر با جابه‌جایی جسم دارای انرژی.

رسانش گرمایی، انتقال انرژی از راه انتقال انرژی جنبشی مولکول‌ها و اتم‌ها به مولکول‌ها و اتم‌ها همسایه خود است. برای رسانش گرمایی دو جسم باید در تماس با یکدیگر باشند.
همرفت به انتقال انرژی به دلیل جابه‌جایی سیال (مایع یا گاز) گفته‌می‌شود. جریان سیال ممکن است با فرایندهای بیرونی به صورت اجباری ایجاد شود یا گاهی (در میدان‌های گرانشی) توسط نیروهای رانشی هنگامی که انرژی گرمایی سیال را منبسط می‌کند (به عنوان مثال در یک ستون آتش) ایجاد شوند و در نتیجه باعث انتقال خودبه‌خود می‌شوند. فرایند دوم گاهی هم‌رفت طبیعی نامیده می‌شود. همه فرایندهای هم‌رفتی گرما را تا حدودی به وسیله نفوذ منتقل می‌کنند.
نوع دیگری از هم‌رفت، هم‌رفت اجباری است. در این مورد سیال با استفاده از جابه‌جایی، توربین یا وسایل مکانیکی دیگر برای جریان یافتن تحت اجبار قرار می‌گیرد.
این روش انتقال حرارت ویژه سیالات است و در جامدات کاربردی ندارد؛ و بر خلاف روش رسانش، ماده برای انتقال حرارت جابه‌جا می‌شود.
همواره عامل اصلی انتقال حرارت به روش هم‌رفت اختلاف چگالی بین دو نقطه از سیال است و آنچه که باعث اختلاف چگالی بین دو نقطه می‌شود اختلاف دما می‌باشد؛ در نتیجه جریانی از حرکت سیال بین دو نقطه ایجاد می‌شود که به آن جریان هم‌رفتی می‌گویند.
تابش به انتقال انرژی بر اثر تابش پرتوهای الکترومغناطیسی را می‌گویند. همهٔ ماده‌ها که دمایی بالاتر از صفر مطلق دارند، پرتوهای الکترومغناطیسی پخش می‌کنند. مهمترین ویژگی این شیوه، آن است که نیازی به ماده ندارد، برخلاف دیگر سازوکارهای انتقال که همه نیازمند ماده هستند. پرتوهای تابیده می‌تواند در یک نقطه کوچک با استفاده از آینه‌های بازتابنده متمرکز شود که در جمع‌آوری انرژی خورشیدی استفاده می‌شود. برای مثال، نور بازتابیده از آینه‌ها، برج انرژی خورشیدی PS10 را گرم می‌کند و در طول روز می‌تواند آب را تا ۲۸۵ درجه سانتی‌گراد گرم کند.
انتقال جرم
در انتقال جرم، انرژی از جمله انرژی گرمایی با انتقال فیزیکی از جسم گرم به جسم سرد از یک مکان به مکان دیگر حرکت می‌کند. این می‌تواند به سادگی با قرار دادن آب گرم در بطری و گرم کردن بستر آن یا حرکت کوه یخ در تغییرات جریانهای اقیانوسی باشد؛ و یک مثال عملی هیدرولیک گرمایی است.

## روش‌های  ترارفت گرما
1. رسانش (Conduction)
2. همرفت (Convection)
3. تابش (Radiation)

### رسانش
در انتقال گرما به روش رسانش ابتدا قسمتی از ماده گرم می‌شود، مولکول‌های آن قسمت جنبش بیشتری پیدا می‌کنند سپس به مولکول‌های مجاور برخورد کرده آنها را نیز به حرکت درمی‌آورند. این کار در سراسر ماده ادامه می‌یابد تا این که ماده گرم می‌شود.
روش انتقال گرما هدایت در سه حالت ماده یکسان نیست. مواد جامد چون فاصله بین ملکول‌هایشان کمتر است گرما را سریع‌تر منتقل می‌کنند، در مایعات میزان رسانایی از جامدات کمتر است و در گازها که فاصلهٔ مولکول‌ها از همه بیشتر است میزان رسانایی از همه کمتر است.
فوریه ثابت کرد که در یک جهت خاص (مثلاً x) شار هدایتی (نسبت گرما به سطح) متناسب است با تغییرات دما در آن راستا:
{\displaystyle {\operatorname {q_{x}} \! \over \operatorname {A} \!}=-k{\partial T \over \partial x}}
که در آن K ضریب هدایتی گرمایی (می‌تواند ثابت یا متغیر با دما باشد)
A مساحت سطح عمود بر جهت جریان
{\displaystyle {\partial T \over \partial x}} گرادیان دما که در صورت خطی بودن توزیع دما برابر است با تغییرات دما نسبت به ضخامت دیواره
علامت منفی در رابطه به علت منفی بودن تغییرات دما (دما از جسم گرم (حالت اول) به جسم سرد (حالت دوم) انتقال می‌یابد) و اینکه q باید مثبت باشد.

### همرفت یا جابه‌جایی یا وزش
در روش جابه‌جایی مولکول‌های ماده ضمن انتقال حرارت حرکت می‌کنند. برای ایجاد جریان هم‌رفت سه شرط لازم است:
1. ماده باید مایع یا گاز (سیال) باشد.
2. بین دو نقطه از جسم اختلاف دما وجود داشته باشد یعنی قسمتی گرم و قسمتی سرد باشد (شرط اولیه هر انتقال حرارت).
3. قسمت گرم پایین‌تر از قسمت سرد باشد.

مقدار گرمای انتقال یافته در این روش از رابطه‌ای به نام «قانون سرمایش نیوتون» به دست می‌آید:ˑ:
{\displaystyle q=hA(T_{w}-T_{\infty })}
که در آن {\displaystyle T_{w}}دمای سطح در حال تماس با سیال، {\displaystyle T_{\infty }}دمای سیال، A مساحت سطح، و h ضریب انتقال حرارت جابه‌جایی است. این ضریب برای جابه‌جایی اجباری (نیرویی) بیشتر از آزاد (طبیعی) است

### تابش
در انتقال گرمای تابشی، گرما با استفاده از مکانیسم تابش انرژی یا حرکت موج از یک جسم به جسم دیگر اتفاق می‌افتد. در این روش برخلاف دو روش قبل برای انتقال حرارت نیاز به ماده نیست. مانند گرمای خورشید که از فضای بدون ماده عبور کرده و به ما می‌رسد.
میزان گرمای منتقل شده از روش تابش به دو عامل بستگی دارد: دمای جسم و رنگ آن. هرچه دمای جسم بیشتر باشد میزان گرمای تابیده از آن بیشتر است و اگر دمای آن کمتر باشد بیش از آنکه گرما را تابش کند دریافت می‌کند.

## تغییر حالت
تغییر حالت ماده یعنی ذوب، تبخیر، انجماد، میعان، چگالش، و تصعید معمولاً انرژی زیادی آزاد می‌کند و در بسیاری از موارد مانند موتور بخار، یخچال، و غیره مورد بهره‌برداری قرار می‌گیرند.
برای مثال، معادله میسون (Mason) بیان تحلیلی تقریبی برای رشد قطرات آب بر پایه اثرات انتقال حرارت در تبخیر و متراکم شدن است.
تبخیر: انتقال حرارت در سیالات در حال جوش پیچیده‌است اما از اهمیت فنی قابل توجهی برخوردار است؛ و با استفاده از منحنی S مانند که وابستگی شار گرما به اختلاف دمای سطح را نشان می‌دهد مشخص می‌شود. در دماهای پایین، جوش اتفاق نمی‌افتد و میزان انتقال حرارت با مکانیزم‌های معمول تک حالتی کنترل می‌شود. هنگامی‌که دمای سطح افزایش می‌یابد، جوش محلی رخ می‌دهد و هستهٔ حباب‌های بخار به سیال خنک‌تر مجاور رشد می‌کنند و فرو می‌پاشند. در سرعت‌های بالای تولید حباب، حباب‌ها شروع به تداخل می‌کنند.
در دماهای بالا، ماکزیمم مقدار شار انتقال حرارت به دست می‌آید (شار دمای بحرانی یا CHF). در دماهای بالا، رژیم هیدرودینامیکی آرام فیلم جوشان به دست می‌آید. شار گرما در طول لایه‌های پایدار بخار کم است اما به آرامی‌با دما افزایش می‌یابد. ممکن است دیده شود که هر گونه تماس میان مایع و سطح، احتمالاً منجر به ایجاد بسیار سریع هسته‌های لایه‌های تازه بخار می‌شود (هستهٔ خودبخود).
چگالش: چگالش هنگامی‌که بخار سرد می‌شود و فاز آن به حالت مایع تغییر می‌کند، اتفاق می‌افتد. چگالش مانند جوش، از اهمیت زیادی در صنعت برخوردار است. در حین تراکم، گرمای نهان تبخیر باید آزاد شود و مقدار گرما همان است که در طی تبخیر در همان فشار سیال جذب می‌شود.
چگالش انواع مختلفی دارد:
1. تراکم همگن در طول تشکیل مه
2. چگالش در تماس مستقیم با مایع subcooled
3. چگالش در تماس مستقیم با یک دیوار خنک‌کننده مبدل گرمایی: این حالت شایع‌ترین مورد استفاده در صنعت است.
4. تراکم Filmwise زمانی است که فیلم مایع در سطح subcooled شکل گرفته‌است و معمولاً هنگامی رخ می‌دهد که مایع سطح را خیس می‌کند.
5. تراکم Dropwise زمانی است که قطرات مایع در سطح subcooled شکل گرفته‌اند و گاهی اوقات زمانی که قطرات مایع سطح را خیس نکرده‌اند، اتفاق می‌افتد. تراکم Dropwise برای تداوم با اطمینان مشکل است و بنابراین تجهیزات صنعتی به‌طور معمول برای عمل کردن در تراکم filmwise طراحی شده‌اند.

## روش‌های مدل‌سازی
پدیده‌های پیچیده انتقال حرارت را می‌توان در روش‌های مختلف مدل کرد.
- معادله گرما: معادله گرما، معادله دیفرانسیل با مشتقات جزئی است که توزیع گرما (یا تغییرات دما) را در منطقه‌ای داده شده در طول زمان شرح می‌دهد. در بعضی مواقع راه حل دقیق معادله در دسترس است و در موارد دیگر، این معادله بایدبا حل عددی وبا استفاده از روش‌های محاسباتی حل شود. برای مثال در مدل‌های ساده آب و هوایی، ممکن است سرمایش نیوتون به جای کدهای تابشی برای حفظ دمای اتمسفر استفاده شود.
- تجزیه و تحلیل توده‌ای سیستم‌ها: تجزیه و تحلیل سیستم‌ها با استفاده از مدل ظرفیت توده‌ای یک تخمین متداول در رسانش گذرا است که ممکن است هنگامی‌که رسانش گرمایی داخل شی خیلی بیشتر از رسانش گرمایی در مرزهای جسم است، مورد استفاده قرار گیرد. این روش تقریبی است که یکی از جنبه‌های هدایت گذرای سیستم –در داخل جسم-را به یک سیستم معادل حالت پایدار کاهش می‌دهد. در این روش فرض بر این است که دما در داخل جسم کاملاً یکسان است؛ اگر چه مقدار آن ممکن است با زمان در حال تغییر باشد. در این روش، نسبت مقاومت در برابر گرمای رسانشی در درون جسم به مقاومت در برابر انتقال حرارتی هم‌رفت در مرزهای جسم که به عنوان عدد بیو شناخته می‌شود، محاسبه می‌شود.

برای عددهای بایو کوچک تخمین دمای یکنواخت مکانی در داخل جسم می‌تواند به کار رود و فرض شده‌است که انتقال حرارت در جسم زمان برای توزیع یکنواخت درون خود با توجه به مقاومت کمتر به انجام این کار در مقایسه با مقاومت برای گرمای ورودی به جسم دارد. تجزیه و تحلیل توده‌ای سیستم‌ها اغلب پیچیدگی معادلات را به معادله دیفرانسیل خطی مرتبه اول کاهش می‌دهد که در آن گرمایش و سرمایش با حل تابع نمایی ساده شرح داده می‌شوند و اغلب به عنوان قانون سرمایش نیوتون اشاره دارد.

## کاربرد

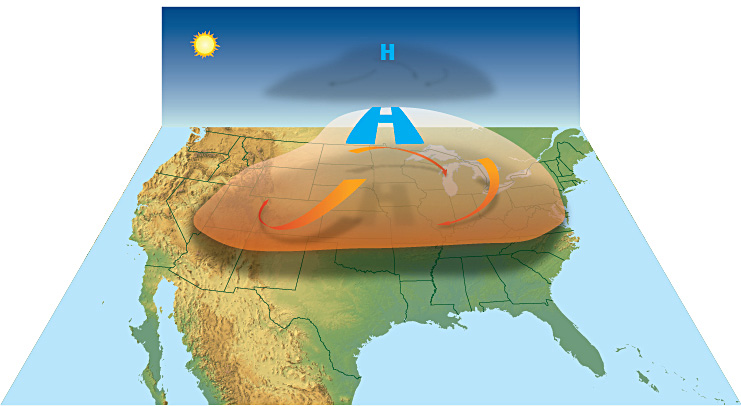
موج گرما، موردی از مطالعهٔ انتقال گرما در آب و هوا

مسئلهٔ توزیع دما و شارش گرما در بسیاری از شاخه‌های دانش و مهندسی مطرح است. برای نمونه در طراحی دیگ‌های بخار، چگالنده‌ها، تبخیرکننده‌ها، مبدل‌های حرارتی و رادیاتورها تحلیل انتقال حرارت برای محاسبهٔ اندازهٔ آن‌ها لازم است.

## مطالعهٔ بیشتر
- Bayley, F.J. , M.J. Owen and A.B. Turner: Heat Transfer, Barnes&Noble, New York, 1972.
- Chapman, Alan J. :Heat Transfer, Macmillan, New York, 1967.
- Gebhart, B. : Heat Transfer, McGraw-Hill, New York, 1971.
- Grassmann, Peter: Physikalische Grundlagen der Verfahrenstechnik, Saverlander, Aarau, 1982.
- Gröber, H. , S. Erk and U. grigull: Fundamentals of Heat Transfer, McGraw-Hill, New York, 1961.
- Holman, J.P. , Heat Transfer, McGraw-Hill, New York, 1981.
- Incropera, Frank P. and David P. Dewitt: Fundamentals of Heat Transfer, Wiley, New York 1981.
- Kreith, F. , Principles of Heat Trasfer, Intext, New York, 1973.
- Kreith, F. and W.Z. Black: Basic Heat Trasfer, Harper & Row, New York, 1979.
- Lienhard, John H. : A Heat Trasfer Textbook, Prentice-Hall, Englewood Cliffs, N.J. , 1981.
- Özişik, M.N. : Basic Heat Transfer, McGraw-Hill, New York, 1977.
- Thomas, Lindon D. :Fundamentals of Heat Transfer, Prentice-Hall, Englewood Cliffs, N.J. , 1980.
- Wolf, Helmut: Heat Trasfer, Harper & Row, London, 1983.